# Nikolaj Muravjov (1850–1908)
Nikolaj Valerianovitj Muravjov (ryska: Николай Валерианович Муравьёв), född 9 oktober 1850 (gamla stilen: 27 september) i Kostroma, död 14 december (gamla stilen: 1 december) 1908 i Rom, var en rysk jurist och diplomat. Han var brorson till Nikolaj Muravjov-Amurskij.
Muravjov var prokurator först i Sankt Petersburg, sedan i Moskva och gjorde sig bland annat bemärkt i processen mot Alexander II:s mördare, blev 1892 generalprokurator vid senatens kassationsdomstols kriminalsektion och var 1894–1905 justitieminister.
Muravjov presiderade 1903 i skiljedomstolen om flera europeiska staters skadeståndsanspråk mot Venezuela och blev 1905 rysk ambassadör i Rom, där han framgångsrikt arbetade för ett närmande mellan Ryssland och Italien. Hans plötsliga död framkallade rykten om, att han skulle ha fallit offer för ett attentat, men dessa uppges ha varit grundlösa.

## Fotnoter
1. ↑  Darryl Roger Lundy, The Peerage.[källa från Wikidata]